# SN 2002lj
SN 2002lj – supernowa typu Ia odkryta 5 czerwca 2002 roku w galaktyce A161919+5309. W momencie odkrycia miała maksymalną jasność 19,70m.